# Matthias Sommer
Matthias Sommer (Witten, 3 dicembre 1991) è un bobbista ed ex velocista tedesco, medaglia di bronzo olimpica nel bob a due a Pechino 2022.

## Carriera
Prima di dedicarsi al bob, Sommer è stato un velocista nell'atletica leggera, avendo partecipato nel 2013 ai campionati nazionali assoluti sia all'aperto (nei 200 m) che al coperto (nella staffetta 4x100 m). 

### Stagioni 2015-2018
Passò al bob nel 2014 e iniziò a gareggiare nel 2015 come frenatore per la squadra nazionale tedesca, debuttando in Coppa Europa a novembre dello stesso anno e disputando l'intera stagione 2015/16, nella quale ottenne tre vittorie di tappa e un terzo posto nel bob a quattro; vinse inoltre la medaglia d'oro ai mondiali juniores di Winterberg 2016 con Johannes Lochner, Sebastian Mrowka e Joshua Bluhm e si classificò sesto ai campionati mondiali di Innsbruck 2016 sempre nella disciplina a quattro. 
L'annata successiva lo vide nuovamente impegnato in Coppa Europa, dove non ottenne podi, e il 17 marzo 2017 esordì in Coppa del Mondo a Pyeongchang nell'ultima tappa della stagione 2016/17, piazzandosi in quinta posizione nel bob a quattro. Nel 2017/18 vinse l'argento a quattro ai campionati nazionali e disputò tre gare nel circuito continentale; al termine della stagione conquistò un'altra medaglia d'oro ai mondiali juniores di Sankt Moritz 2018 sempre nel bob a quattro. 

### Stagioni 2021-2023: la medaglia olimpica di Pechino
Si prese una pausa dalle competizioni durante le annate 2018/19 e 2019/20 e tornò a gareggiare stabilmente nel 2021, disputando l'intera stagione 2021/22 di Coppa del Mondo in entrambe le discipline; a gennaio partecipò ai campionati europei di Sankt Moritz 2022, dove fu sesto nel bob a due e quarto nel bob a quattro. Un mese dopo gareggiò ai Giochi olimpici di Pechino 2022, cogliendo la medaglia di bronzo nel bob a due in coppia con Christoph Hafer e terminando ai piedi del podio nella gara a quattro; per il
risultato ottenuto alle Olimpiadi, il 30 maggio 2022 Sommer è stato insignito del Lauro d'argento, la più alta onorificenza tedesca in ambito sportivo.
Nella stagione 2022/23 ottenne il suo primo podio in Coppa del Mondo, il 3 dicembre 2022 a Park City, dove fu terzo nel bob a quattro con Christoph Hafer, Michael Salzer e Tobias Schneider; ad Altenberg vinse il titolo nazionale a quattro e la medaglia di bronzo nella specialità biposto.

## Palmarès

### Olimpiadi
- 1 medaglia:
  - 1 bronzo (bob a due a Pechino 2022)

### Mondiali juniores
- 2 medaglie:
  - 2 ori (bob a quattro a Winterberg 2016; bob a quattro a Sankt Moritz 2018).

### Coppa del Mondo
- 1 podio (nel bob a quattro):
  - 1 terzo posto.

### Circuiti minori

#### Coppa Europa
- 7 podi (tutti nel bob a quattro):
  - 5 vittorie;
  - 1 secondo posto;
  - 1 terzo posto.

### Campionati tedeschi
- 3 medaglie:
  - 1 oro (bob a quattro ad Altenberg 2023);
  - 1 argento (bob a due a Schönau am Königssee 2018);
  - 1 bronzo (bob a due ad Altenberg 2023).